# ID@Xbox
ID@Xbox is een programma voor de Xbox One die het indie-ontwikkelaars mogelijk maakt om spellen in eigen beheer op de console uit te geven. Deze spellen worden dan verspreid via Xbox Live, de online service van de Xbox-spelcomputers.
Geregistreerde ontwikkelaars krijgen gratis twee software development kits en toegang tot de documentatie voor onder andere de Kinect. Daarnaast krijgen ID@Xbox-gebruikers toegang tot de engines Unity en Unreal Engine 4.